# St. Joseph's School

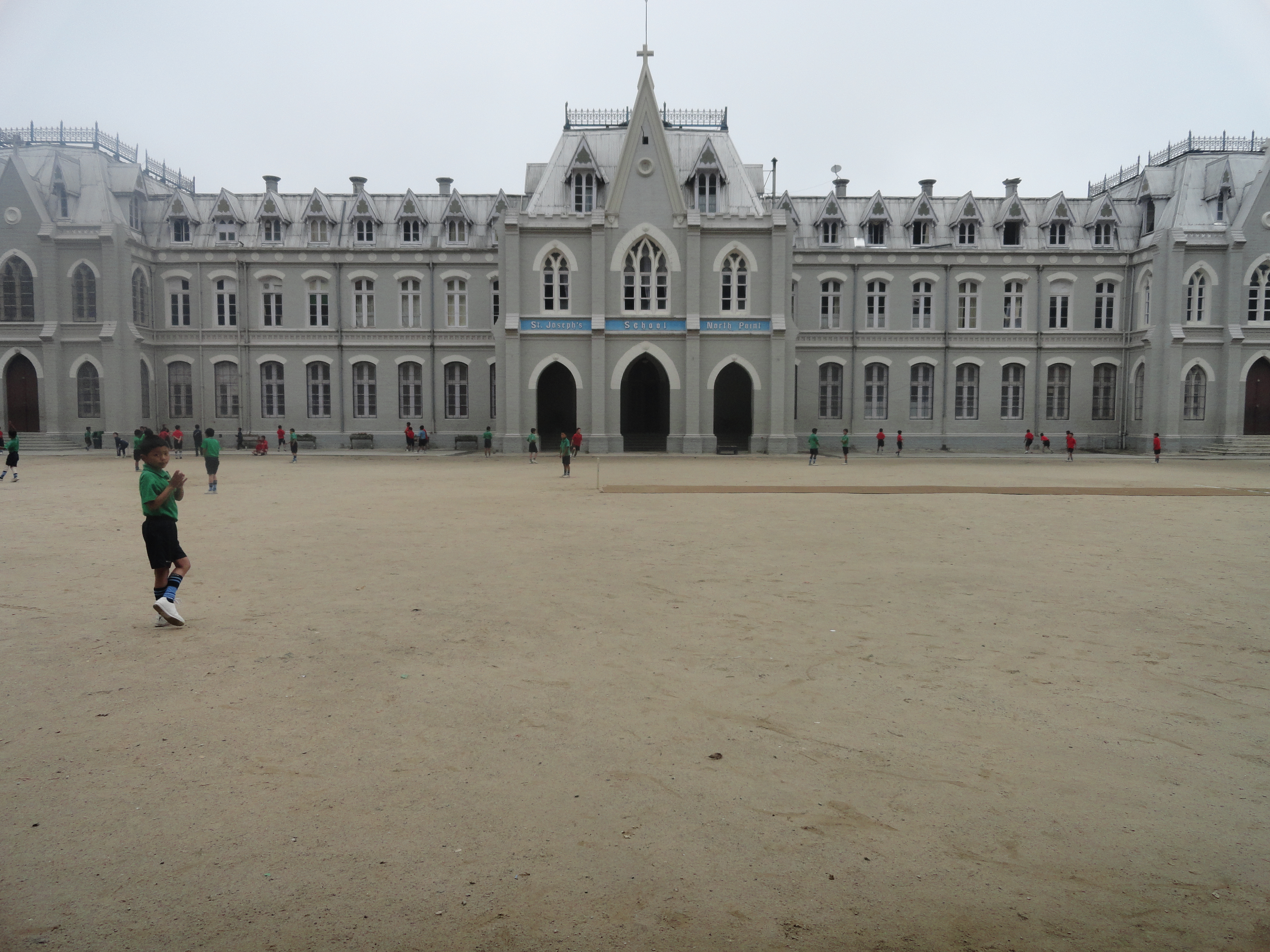
Huvudbyggnadens fasad

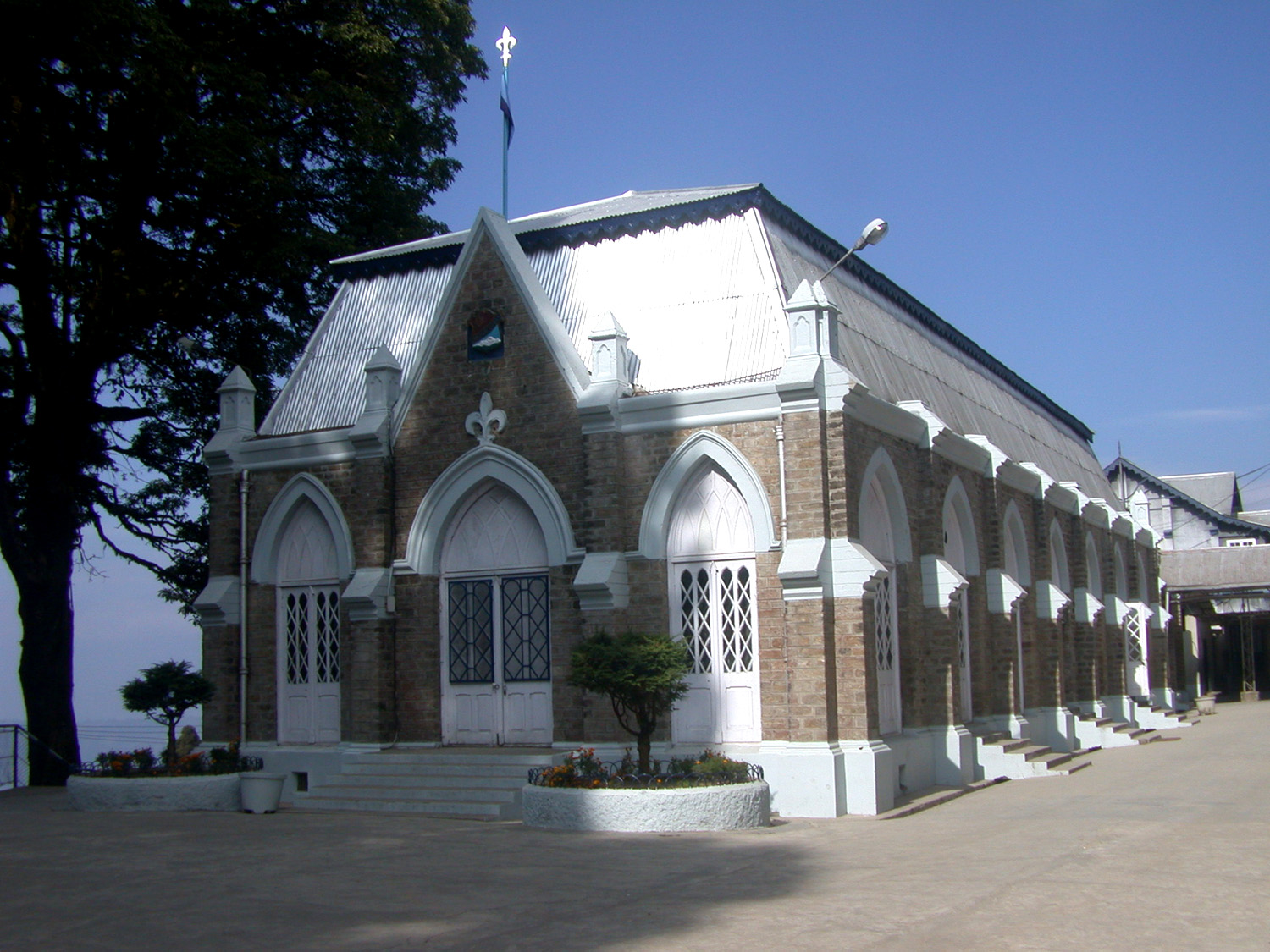
Fraser Hall

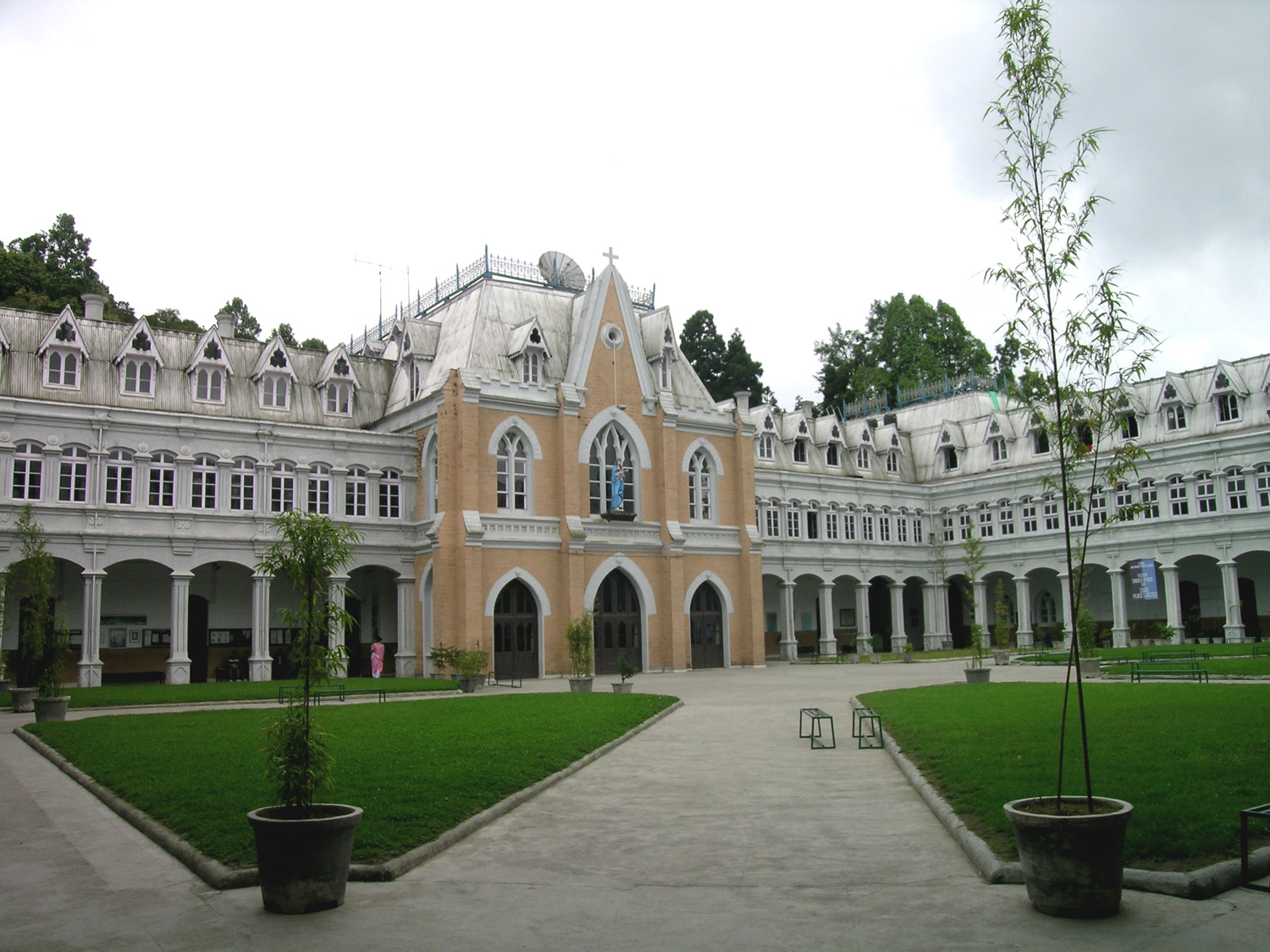
Stora gården

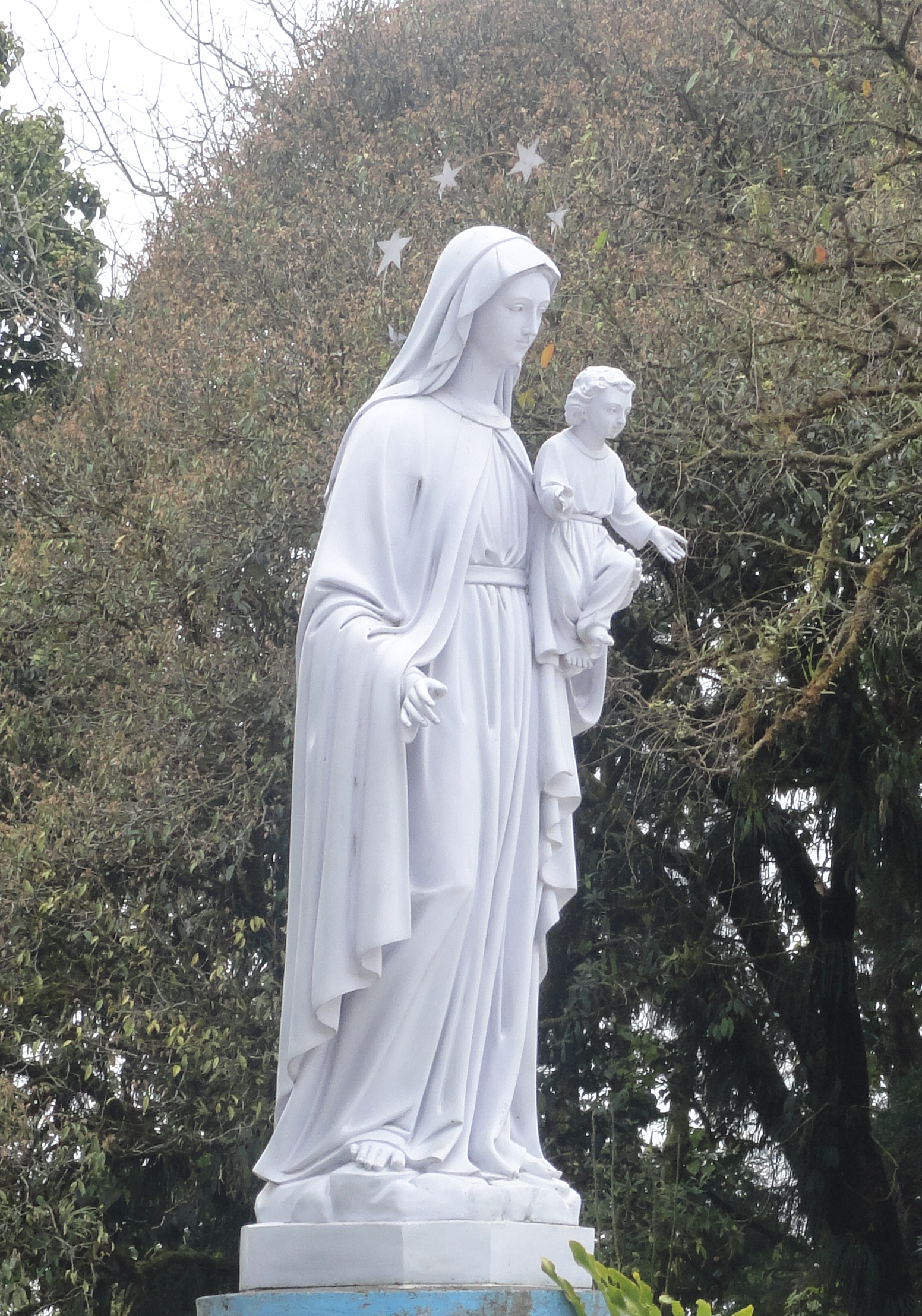
Stay av Our Lady of North Point

St. Joseph's School, eller North Point, är en av jesuiterna ägd och driven privat internatskola i North Point-området i Darjeeling i Indien.
Skolan öppnade 1888 med 18 internat- och 7 dagskoleelever. År 1890 påbörjade byggandet av en ny skola i utkanten av staden, som öppnade 1892. År 1899 hade man 193 manliga elever och 1908, efter en utbyggnad, 290. Vid Indiens självständighet 1947 hade elevantalet ökat till 422, varav 93 på den högre delen, college-delen, som senare skiljts av från den övriga skolan.
Efter hand blev skolan mer internationell. Utöver i Indien bosatta elever med brittiskt, tyskt och franskt ursprung, tillkom elever från Kina, Tibet, Bhutan, Nepal, Thailand och Burma. År 1954 hade skolan elever och lärare av 28  nationaliteter.
Från början var de jesuiter som skötte skolan från Belgien, men i slutet av 1940-talet tog kanadensare efter hand över. Numera (omkring 2010) är det bara en kanadensisk präst i personalen.

## Kända elever i urval
- Jigme Singye Wangchuck, tidigare kung av Bhutan
- Birendra Bir Bikram Shah Dev, tidigare kung av Nepal
- Gyanendra Bir Bikram Shah Dev, tidigare kung av Nepal
- Yeshey Zimba, premiärminister i Bhutan
- Lawrence Picachy, romersk-katolsk ärkebiskop i Calcutta
- David McMahun, författare
- Paljor "Benji" Dorji, tidigare högsta domare i Bhutan
- Jamyang Norbu, tibetansk författare och aktivist
- Ashok Singh, tidigare kronprins i Kursela Estate i Bihar i Indien
- Dawa Tshering, tidigare utrikesminister i Bhutan
- Tashi Tsering, tibetansk utbildningsfrämjare
- Erick Avari, skådespelare verksam i USA